# Archanara nigrescens
Archanara nigrescens là một loài bướm đêm trong họ Noctuidae.